# Problème de Cramer-Castillon
Pour les articles homonymes, voir Cramer.

Une configuration du problème de Cramer-Castillon avec deux solutions

Le problème de Cramer-Castillon, ou problème de Pappus généralisé s'énonce ainsi :

« Étant donné un cercle et trois points A, B et C, construire à la règle et au compas un triangle inscrit dans le cercle et dont les côtés passent respectivement par les points A, B et C. »

Au IVe siècle, Pappus d'Alexandrie avait déjà résolu le problème dans le cas particulier où les trois points A, B et C sont alignés.
En 1742 Gabriel Cramer propose de généraliser la construction en supposant les points A, B, C choisis quelconques dans le plan. C'est l'Italien Giovanni Francesco Salvemini da Castiglione qui résolut le problème en 1776. Après la construction géométrique de Castillon, Lagrange a trouvé une solution analytique, plus simple que Castillon. Au début du XIXe siècle, Lazare Carnot l'a généralisé à n points,.